# Afro-Asian Cup 2008
De Afro-Asian Cup 2008 was gepland als de nieuwe editie van het voetbaltoernooi Afro-Asian Cup of Nations, dat zou plaatsvinden in Saoedi-Arabië in november 2008. Het is een vriendschappelijke wedstrijd tussen de winnaar van de Azië Cup 2007, Irak en Egypte, de winnaar van de Afrika Cup 2008. Deze wedstrijd heeft niet plaatsgevonden.

## Wedstrijd
|                |      |   |        |                                          |
| November, 2008 | Irak | – | Egypte | King Fahad Stadium, Riyad, Saoedi-Arabië |
| November, 2008 |      |   |        | King Fahad Stadium, Riyad, Saoedi-Arabië |